# Życie Kamila Kuranta
Życie Kamila Kuranta – polski serial dramatyczny w reżyserii Grzegorza Warchoła z 1982 roku. Adaptacja prozy Zbigniewa Uniłowskiego. Zdjęcia kręcono w Krakowie i w podwarszawskich Markach.

## Treść
Serial oparto na autobiograficznych utworach pisarza: Wspólny pokój, Dzień rekruta i Dwadzieścia lat życia. Trzy pierwsze odcinki ukazują proces dojrzewania małoletniego chłopca w środowisku wielkomiejskiej biedoty. Następne przedstawiają losy dorosłego już bohatera, który próbuje zostać pisarzem.

## Obsada
- Kamil Kurant (dziecko; odcinki 1-3) – Olaf Lubaszenko
- Kamil Kurant (dorosły; odcinki 4-6) – Krzysztof Pieczyński
- matka Kamila − Ewa Dałkowska
- ojciec Kamila − Jerzy Kamas
- ciotka Zosia − Krystyna Tkacz
- ciotka Stasia – Monika Niemczyk
- wuj Leon – Jan Prochyra
- babka Kamila – Lidia Zamkow
- Stukonisowa – Halina Kossobudzka
- Zygmunt Stukonis − Jacek Czyż
- Mieciek Stukonis – Andrzej Grabarczyk
- Staszek „Dziadzia” – Andrzej Piszczatowski
- Teodozja − Beata Poźniak
- Edek, jej brat – Jerzy Bończak
- panna Leopard – Małgorzata Hoffman

W pozostałych rolach:
- Jerzy Karaszkiewicz – wuj Kazimierz
- Joanna Pacuła – Elwira
- Marek Siudym – student Bednarczyk, współlokator Kamila
- Jacek Strzemżalski – student Józek, współlokator
- Jan Tadeusz Stanisławski – profesor Bove
- Grażyna Leśniak – pani Bove
- Karol Strasburger – malarz Karol
- Lech Sołuba − literat
- Zbigniew Korepta – tajniak
- Marek Kępiński – tajniak
- Paweł Unrug − lekarz
- Tomasz Zaliwski − felczer wojskowy
- Marek Frąckowiak – pielęgniarz Mundek